# استنتر
استنتر (به انگلیسی: Stenter) دستگاهی است در صنعت نساجی که مهم‌ترین کار آن ثبات ابعاد پارچه با کشیدن و حرارت دادن هم‌زمان رول پارچه است.

## کارکرد
پارچه از روی طاقه باز شده، دمش هوا روی آن انجام شده شده و از مسیرهایی عبور می‌کند که تکمیل روی پارچه در آنجا انجام شده و برخی اوقات عمق رنگ آن نیز اصلاح می‌شود. پارچه وارد قسمت ورودی ماشین می‌شود که توسط غلتک ها هدایت می شود غلطکها از جنس فولاد هستند . برخی پارچه ها به نرم کن ،انتی استاتیک ، پر کن ،عمق دهنده نیاز دارند  وبرخی به هیچ ماده ای نیاز ندارن و در ابتدای ورودی دستگاه این مواد به پارچه زده می شود .با عبور پارچه از این مرحله و  با محکم نگه داشتن پارچه توسط سوزن یا گیره‌ها وظیفه از بین بردن چروک در پارچه را بر عهده دارند. سوزن‌ها یک عیب دارند و آن این است که در لبه‌های پارچه جای سوراخ را ایجاد می‌کنند. اما قدرت کشش‌دهی پارچه توسط سوزن از گیره بیش‌تر است. این گیره‌ها و سوزن‌ها به یک زنجیر که توسط موتور ماشین گردانده می‌شود وصل هستند. هشت تا ده محفظه در هر ماشین وجود دارد. هر محفظه حاوی یک مشعل و فیلترهایی است که گرد و غبار را از هوا جدا می‌کنند. پروانه‌های فن‌ها هوا را از زیر به سمت بالا دمیده و فن‌های تخلیه هوا تمام هوای گرم درون محفظه‌ها را مکش می‌کنند. غلتک‌های کشش نیز برای کشیدن پارچه در راستای نخ تار استفاده می‌شوند. پس از عبور پارچه از استنتر می‌توانیم عرض پارچه را بین دو تا پنج/یک اینچ افزایش دهیم. سرعت ماشین حدود ۷ متر در ثانیه است. در هر محفظه سه متر پارچه می‌تواند حرکت کند. دما نیز با توجه به جنس پارچه قابل تنظیم است. این دما برای پارچه‌های پلی‌استری دویست و ده درجه و برای پارچه پنبه‌ای بین صد ده تا صد سی درجه سانتی‌گراد متغیر است.

## کارایی
تثبیت حرارتی پارچه‌های مرطوب و پارچه‌های متشکل از الیاف مصنوعی و مخلوط الیاف توسط استنتر انجام می‌شود. عرض پارچه توسط استنتر کنترل می‌شود. مواد شیمیایی تکمیل توسط استنتر روی پارچه به کار می‌روند. طول حلقه پارچه حلقوی توسط استنتر کنترل می‌شود. رطوبت پارچه توسط استنتر کنترل می‌شود. کجی حلقه در پارچه‌های حلقوی توسط استنتر کنترل می‌شود. وزن واحد سطح پارچه توسط استنتر کنترل می‌شود. پارچه در ماشین استنتر خشک می‌شود. خصوصیات جمع‌شدگی پارچه توسط استنتر کنترل می‌شود. فرایند پخت رزین در پارچه‌های ضدآب توسط استنتر انجام می‌شود.